# Gran Scala
Gran Scala was een plan voor een attractieterrein in de Monegrossteppe bij Zaragoza in het westen van de regio Aragón in Spanje. Het was de bedoeling dat de stad een Europese tegenhanger van de Amerikaanse gokstad Las Vegas zou worden. De eerste fase van het park zou in 2014 geopend worden en de tweede in 2020. Het was de bedoeling dat het complex 70 hotels, 32 casino's, 5 themaparken, 12 musea, een golfbaan en circa 200 winkels zou krijgen. De begrote bouwkosten bedroegen circa 17 miljard euro. Het plan werd in februari 2012 definitief afgeblazen.